# Sodankylä
Sodankylä est une commune de Laponie, en Finlande. C'est la seconde municipalité du pays par la superficie ; elle est plus étendue que des pays comme le Liban ou la Jamaïque.

## Histoire
Sodankylä est le siège de la Jääkäriprikaati, ou brigade Jaeger, unité d'élite de l'armée de terre finlandaise.

## Géographie
La municipalité est bordée au nord par la commune d'Inari, à l'est par Savukoski et Pelkosenniemi, à l'ouest par Kittilä et au sud par Rovaniemi. Elle possède même une petite frontière avec la Russie au nord-est.
La commune présente la forme d'un quadrilatère d'une longueur d'environ 160 km pour 60 km (au sud) à 100 km (au nord) de large. Le village centre se situe à 128 km du centre de Rovaniemi, dans la partie sud de la municipalité, sur les bords de la Kitinen.
Le territoire de la municipalité est traversé par les rivières Kitinen et Luiro, coupées dans leur descente vers la Kemijoki par les deux plus importants lacs de barrage de Finlande, respectivement Porttipahta et Lokka. La nationale 4 (E75) remonte plein nord le long de la Kitinen en direction d'Ivalo et de l'Océan Arctique.
L'essentiel de la commune est peu vallonné à l'échelle de la Laponie, avec seulement de petits reliefs d'altitude rarement supérieure à 400 mètres, à l'exception du mont Luosto, tunturi isolé en bordure sud, protégé dans le parc national de Pyhä-Luosto.
La partie nord-est de la municipalité est par contre très différente ; elle est d'ailleurs protégée dans le cadre du parc national Urho Kaleva Kekkonen et des zones protégées avoisinantes. C'est d'abord le massif des Natanen, un groupe de tunturis juste au nord du lac de Lokka. Enfin, c'est la chaîne de Saariselkä, un vieux massif de granulite ayant résisté aux glaciers, culminant au Sokosti à 718 mètres d'altitude.

## Démographie
| 1980   | 1985   | 1990   | 1995   | 2000  |
| ------ | ------ | ------ | ------ | ----- |
| 10 117 | 10 490 | 10 576 | 10 736 | 9 922 |

| 2005  | 2010  | 2015  | 2020  | - |
| ----- | ----- | ----- | ----- | - |
| 9 216 | 8 779 | 8 782 | 8 300 | - |

## Politique et administration

### Conseil municipal
Le Conseil municipal de Sodankylä est composé de 27 conseillers.
Après les élections municipales finlandaises de 2021, la répartition des sièges est la suivante de 2021 à 2025 :
| Parti     | Parti                           | Voix   | Sièges |
| --------- | ------------------------------- | ------ | ------ |
|           | Parti du centre                 | 26,5 % | 7      |
|           | Parti social-démocrate          | 14,6 % | 4      |
|           | Vrais Finlandais                | 12,6 % | 3      |
|           | Parti de la coalition nationale | 25,6 % | 7      |
|           | Chrétiens-démocrates            | 1,2 %  | 1      |
|           | Ligue verte                     | 8,6 %  | 2      |
|           | Alliance de gauche              | 9,1 %  | 2      |
|           | Kuntalaiset yhteislista         | 1,8 %  | 1      |
| Sources : |                                 |        |        |

## Transports
Les axes routiers principaux sont :
- : Heinola–Mikkeli-Kuopio–Iisalmi-Kajaani–Kuusamo–Kemijärvi-Sodankylä
- : Helsinki–Lahti–Jyväskylä–Oulu–Kemi-Rovaniemi–Ivalo-Utsjoki
- : Sodankylä-Kittilä-Kolari
- : Sodankylä, Tanhua, Savukoski
- : Sodankylä, Pyhätunturi, Luosto, Kemijärvi

La ville dispose d'un Aérodrome.

## Lieux et monuments
- Observatoire de géophysique de Sodankylä (fi)
- Parc national de Pyhä-Luosto
- Saariselkä
- Parc naturel de Sompio (fi)
- Parc national Urho Kekkonen
- Musée-galerie Alariesto (fi)
- Ancienne église de Sodankylä (fi)
- Église de Sodankylä

## Événements
La commune est connue notamment pour abriter le festival du film du soleil de minuit, créé par les frères Mika et Aki Kaurismäki en 1986 et dont le succès ne s'est pas démenti.

## Jumelages
| Ville | Ville        | Pays | Pays     | Période     |
| ----- | ------------ | ---- | -------- | ----------- |
|       | Berlevåg     |      | Norvège  |             |
|       | Heiligenblut |      | Autriche | depuis 1981 |
|       | Kola         |      | Russie   |             |
|       | Norsjö       |      | Suède    |             |
|       | Révfülöp     |      | Hongrie  | depuis 2011 |

## Personnalités
- Johanna Sinisalo, écrivain
- Pertti Ukkola, lutteur, champion olympique

## Galerie

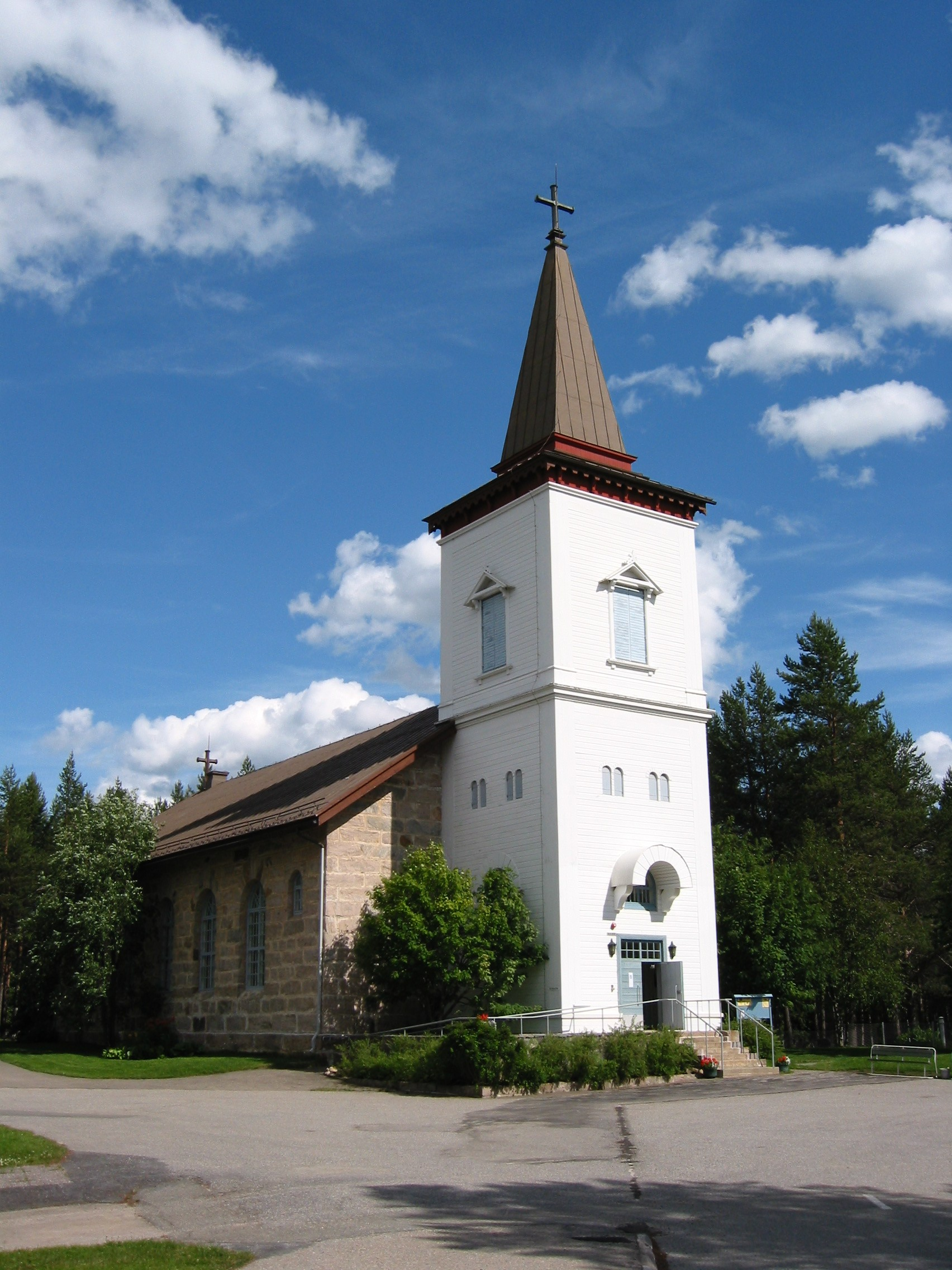
Nouvelle église de Sodankylä.
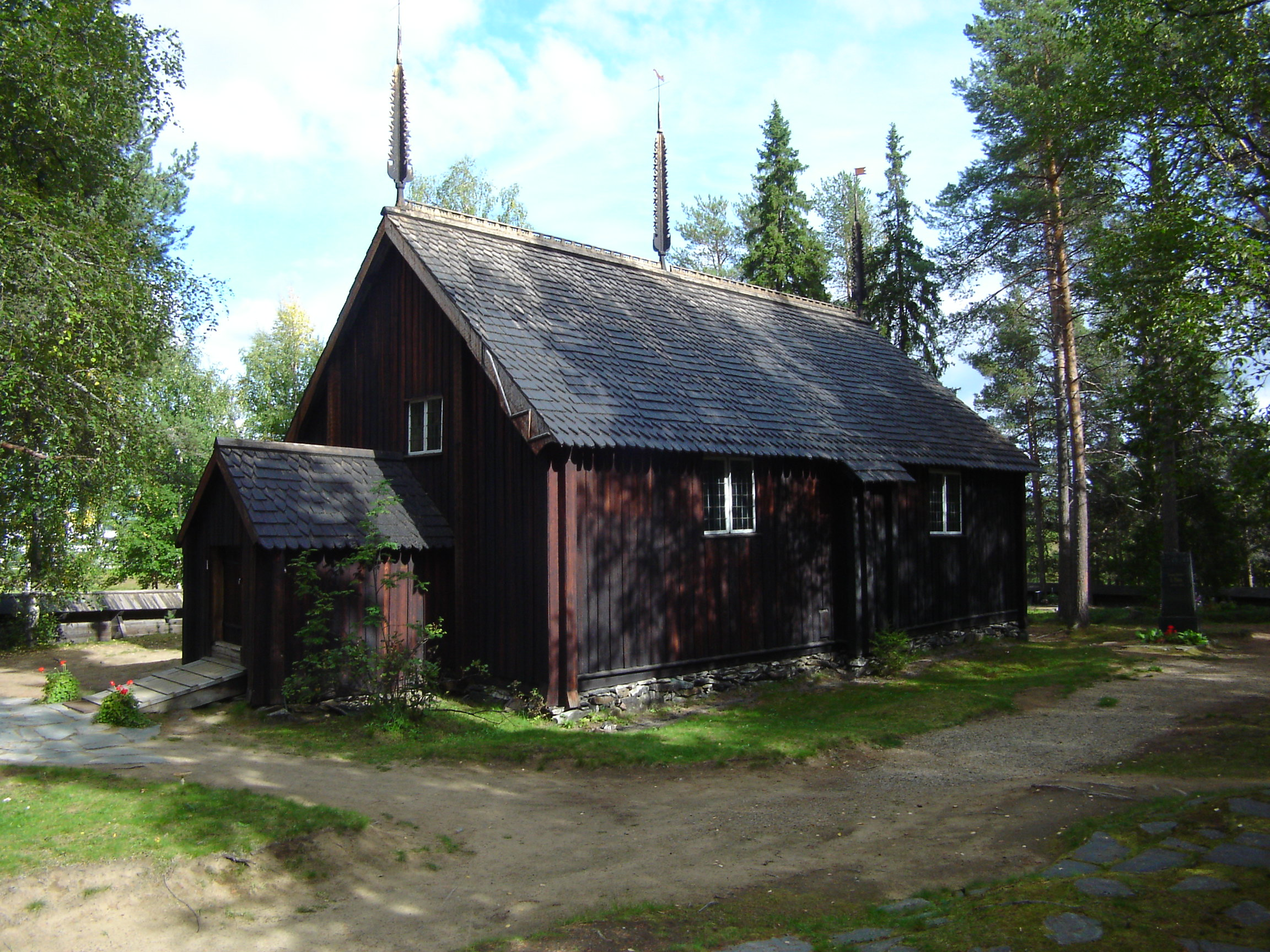
Ancienne église de Sodankylä
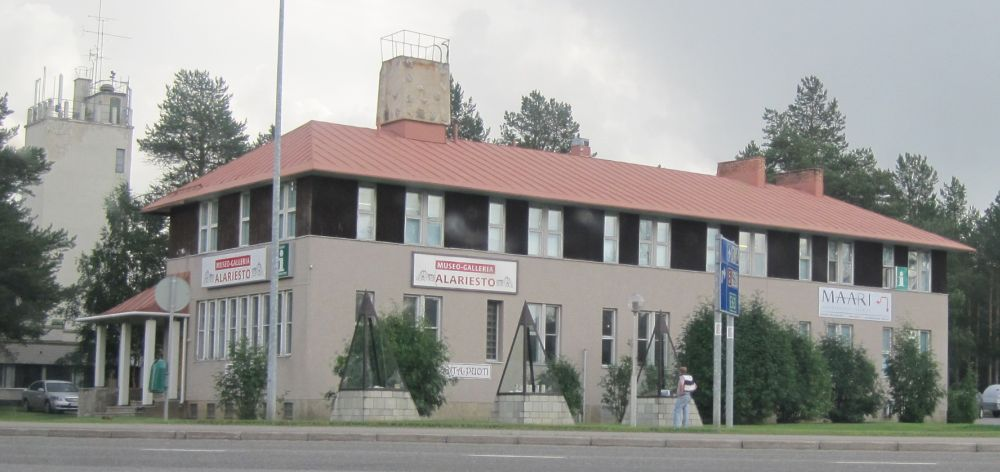
Galerie Alariesto.
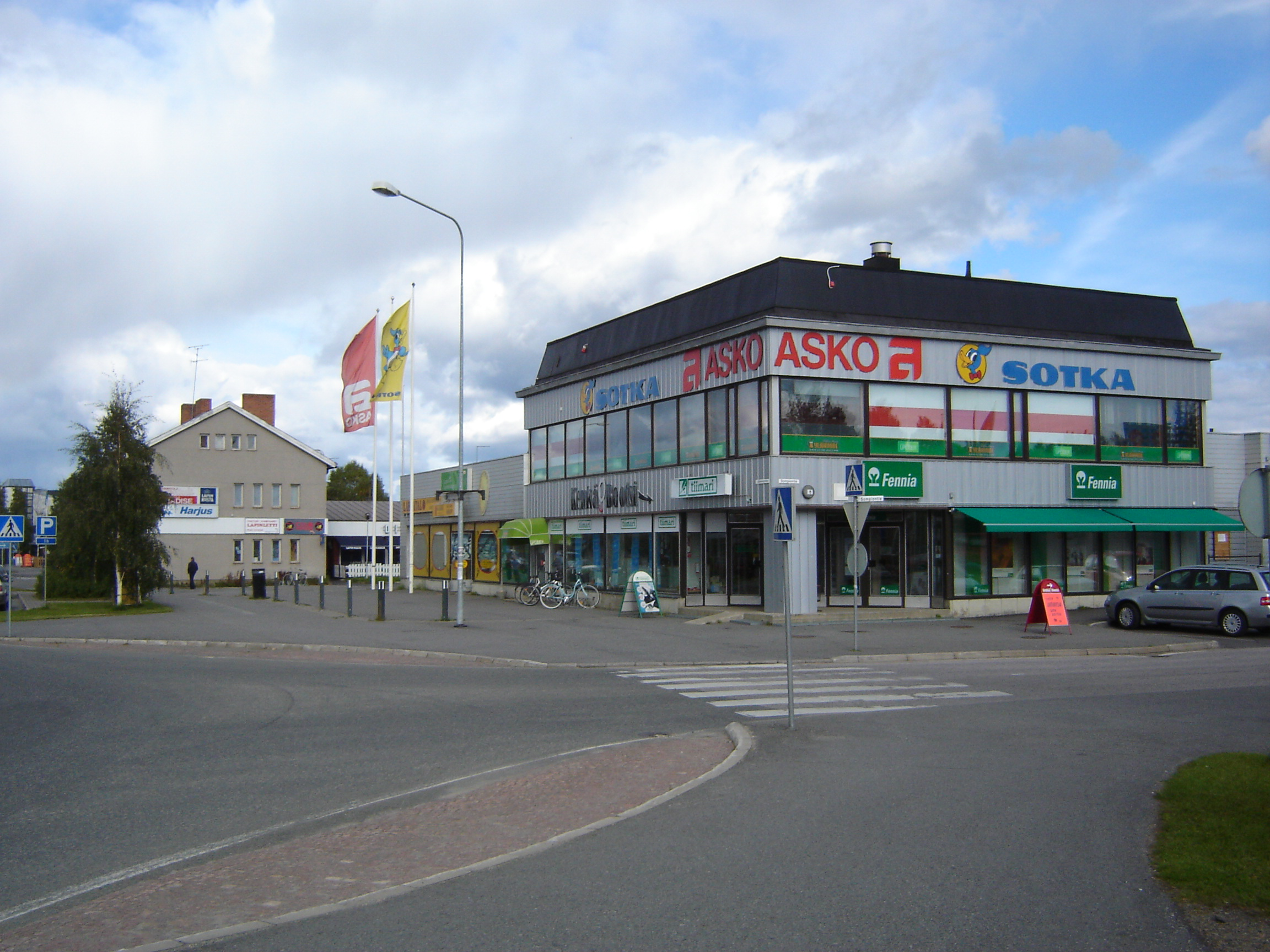
Centre de Sodankylä.
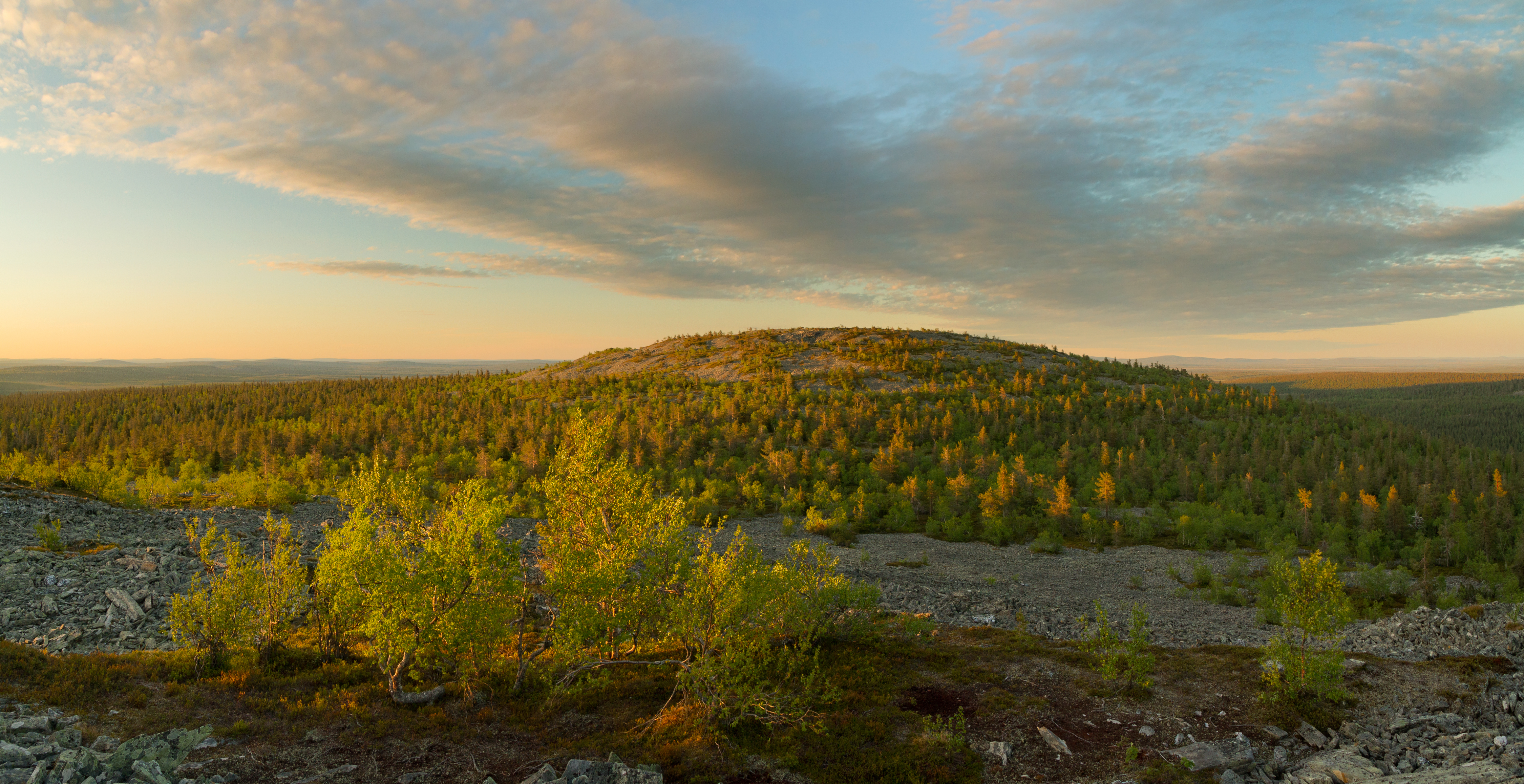
Au Soleil de minuit, la colline d'Oratunturi à Sodankylä.